# Gioacchino Illiano
Gioacchino Illiano (ur. 27 lipca 1935 w Bacoli, zm. 6 lutego 2020 w Nocera Superiore) – włoski duchowny rzymskokatolicki, w latach 1987–2011 biskup Nocera Inferiore-Sarno.

## Życiorys
Święcenia kapłańskie przyjął 2 lipca 1961. 8 sierpnia 1987 został mianowany biskupem Nocera Inferiore-Sarno. Sakrę biskupią otrzymał 3 października 1987. 24 marca 2011 przeszedł na emeryturę.